# تجارب هرشي وتشيس

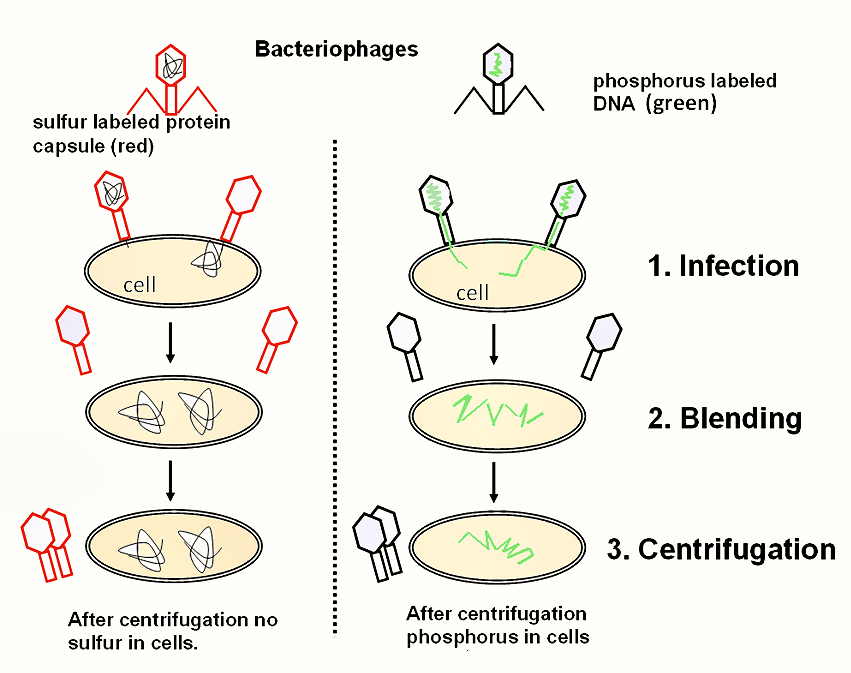
نظرة عامة للتجربة وملاحظاتها

تجارب هرشي وتشَيس (بالإنجليزية: The Hershey–Chase experiments)‏ هي سلسلة من التجارب أجراها كل من ألفرد هيرشي ومارثا تشايس في سنة 1952، ساعدت في إثبات أن الحمض النووي الريبوزي منقوص الأكسجين هو المادة الوراثية. رغم أن الحمض النووي الريبوزي منقوص الأكسجين كان معروفا لدى العلماء منذ 1869  إلا أن الكثير منهم اعتقد في ذلك الوقت أن البروتينات هي حاملة المعلومات الوراثية وذلك لأن الحمض النووي الريبوزي منقوص الأكسجين بدى أبسط في تركيبه من البروتينات. أظهر هرشي وتشايس في تجاربهما أنه حين تقوم العاثيات -والتي تتكون من الحمض النووي الريبوزي منقوص الأكسجين وبروتين- بإصابة بكتيريا فإن الحمض النووي الريبوزي منقوص الأكسجين الخاص بها يدخل إلى خلية البكتيريا المضيفة في حين لا تدخل معظم بروتيناتها إلى الخلية. رغم أن النتائج لم تكن حاسمة ورغم كون هرشي وتشايس حذرين في تفسيراتهما إلا أن اكتشافات سابقة ومعاصرة ولاحقة ساهمت جميعها في إثبات أن الحمض النووي الريبوزي منقوص الأكسجين هو المادة الوراثية.
تشارك هرشي في الفوز بجائزة نوبل في الطب أو علم وظائف الأعضاء سنة 1969 مع ماكس دلبروك وسلفادور لوريا لاكتشافاتهم المتعلقة بالبنية الجينية للفيروسات.

## خلفاية تاريخية
في مطلع القرن العشرين م، كان علماء الأحياء يعتقدون أن البروتينات هي الحاملة للمعلومة الوراثية.